# Linh miêu Kavkaz
Linh miêu Kavkaz (Lynx lynx dinniki) hay còn được gọi là Linh miêu phương Đông là một phân loài của Linh miêu Á-Âu có nguồn gốc ở Kavkaz. Nó có mặt tại khu vực Trung Đông, bao gồm cả phía bắc Kavkaz. Ở Iran, chúng bị liệt vào danh sách các loài sắp nguy cấp (VU).